# Urodacus koolanensis
Espèce
Urodacus koolanensis est une espèce de scorpions de la famille des Scorpionidae.

## Distribution
Cette espèce est endémique du Kimberley en Australie-Occidentale. Elle se rencontre dans le comté de Derby-West Kimberley.

## Description
Le mâle holotype mesure 60 mm.

## Étymologie
Son nom d'espèce, composé de koolan et du suffixe latin -ensis, « qui vit dans, qui habite », lui a été donné en référence au lieu de sa découverte, Koolan.

## Publication originale
- Koch, 1977 : « The taxonomy, geographic distribution and evolutionary radiation of Australo-Papuan scorpions. » Records of the Western Australian Museum, vol. 5, no 2, p. 83-367 (texte intégral).